# Rachid Daoudi
Rachid Daoudi (àrab: رشيد الداودي)  (Fes, 21 de febrer de 1966) és un exfutbolista marroquí de la dècada de 1990.
Fou internacional amb la selecció del Marroc amb la qual participà en la Copa del Món de futbol de 1994.
Pel que fa a clubs, destacà a Wydad Casablanca, Xerez CD, Al Wasl FC i Al Ain FC.